# Arvid Lundbäck
Arvid Lundbäck (Lundbeck), född 11 juni 1752 Värmland, död 18 april 1827 i Stockholm, var en svensk protokollssekreterare, miniatyrmålare och kopparstickare.
Lundbäck blev student vid Uppsala universitet 1774, efter studierna anställdes han som protokollssekreterare och skönskrivare i Utrikes statsexpeditionen. 
Som konstnär var han en skicklig kalligraf och miniatyrmålare. Han deltog med en porträttminiatyr av Adolf Fredrik i Konstakademiens utställning 1785 året efter målade han sitt eget självporträtt. I kopparstick utförde han 1810 ett porträtt av Oscar I som barn. Ytterligare kända miniatyrmålningar av Lundbäck är ett av drottning Desideria och Oscar, en ung dam utförd 1786, Carl Edvard Taube, Gustav III, och Karl XIII.
Lundbäck finns representerad på Nationalmuseum i Stockholm med fyra miniatyrmålningar från den Wicanderska samlingen.